# 三十九夜
『三十九夜』（さんじゅうきゅうや、The 39 Steps）は、1935年のイギリスのサスペンス映画。監督はアルフレッド・ヒッチコック、出演はロバート・ドーナットとマデリーン・キャロルなど。ジョン・バカンの小説『三十九階段』を原作としている。
同原作の映像化作品の中では最も有名で、英国映画協会が1999年にアンケート調査した20世紀の英国映画トップ100では4位にランクされている。

## ストーリー
ミュージックホールの「ミスター・メモリー」という記憶力の卓越した男の芸を見ていたハネイは、銃声で騒動になったホールから、謎の女性とともに自分のアパートに戻る。彼女は軍の重要な機密が奪われそうになっていると語るが、未明にスコットランドの「アル・ナ・シェラ」という場所に印がついた地図を持って刺し殺される。見張りの男たちをまいて汽車に乗り込んだハネイは、新聞で自分が殺人犯になっていることを知り、警察をフォート橋でかわして目的地に向かう。その土地に住む農夫の妻の手助けで「ジョーダン教授」と名乗る地元の名士のところに行くが、実は教授が陰謀の黒幕で、ハネイは銃で撃たれるものの、農夫の妻が貸し与えたコートの胸の聖書に弾が当たって助かる。警察に報告するハネイだったが、警察は彼の話を信じてくれず、教授と知り合いという署長と警察に見切りをつけ、殺された女性が残した「39階段」の言葉の意味を知るために、教授の陰謀を自分で暴こうとする。演説会場で演説者のフリをするが教授の手先につかまり、汽車で乗り合わせた女性パメラと一緒に手錠で繋がれる。なんとか抜けだした二人は宿で一夜を明かし（その間に手錠をパメラは外す）、教授の目的がミスター・メモリーであることを知ると、ホールでミスター・メモリーに「39階段とは何か」と質問する。「それはとあるスパイ組織の名前で」と語ろうとした彼は教授に撃たれ、軍事機密は書類などではなくミスター・メモリーの頭の中に隠されていたことをハネイたちは知る。

## その他のスタッフ
- 美術: オットー・ヴェルンドルフ、アルベルト・ユリオン
- 録音: アルバート・バーチ
- 衣装: J・ストラスナー

## キャスト
- リチャード・ハネイ: ロバート・ドーナット
- パメラ: マデリーン・キャロル
- アナベラ・スミス: ルーシー・マンハイム（英語版）
- ジョーダン教授: ゴッドフリー・タール（英語版）
- マーガレット: ペギー・アシュクロフト - 小作人の若妻。
- ジョン: ジョン・ローリー（英語版） - 小作人。
- ルイーザ・ジョーダン: ヘレン・ヘイ（英語版） - ジョーダン教授の妻。
- “シェリフ”・ワトソン: フランク・セリアー（英語版） - ジョーダン教授の友人。
- ミスター・メモリー: ワイリー・ワトソン - 記憶屋。
- アルフレッド・ヒッチコック:カメオ出演

## 作品の評価
Rotten Tomatoesによれば、48件の評論のうち、96%にあたる46件が高く評価しており、平均して10点満点中8.94点を得ている。
英国映画協会が1999年に英国の映画やテレビ業界の1,000人に対して行ったアンケートによる20世紀の英国映画トップ100で4位に選ばれている。
雑誌「タイムアウト」が150人を超える俳優、監督、脚本家、プロデューサー、評論家や映画界の有力者に対して行ったアンケートによる英国映画ベスト100で13位に選ばれている。

## ヒッチコックの登場シーン
開始7分ほどのロバート・ドーナットとルーシー・マンハイムが劇場から駆け出すシーンでゴミを放っている。